# Urani nitride
Urani nitride là một hợp chất vô cơ có thành phần chính gồm hai nguyên tố là urani và nitơ, với cái tên gọi dùng để chỉ các hợp chất có cùng thành phần tương ứng, đồng thời cũng là vật liệu gốm: urani mononitride (UN), urani sesquinitride (U2N3) và urani dinitride (UN2). Từ "nitride" có nghĩa là trạng thái oxy hóa -3 của nitơ liên kết với urani.
Urani nitride được coi là nhiên liệu tiềm năng cho lò phản ứng hạt nhân. Hợp chất này được đánh giá là an toàn hơn, mạnh mẽ hơn, dày đặc, dẫn nhiệt hơn và có độ chịu nhiệt cao hơn. Những thách thức đối với việc thực hiện nhiên liệu bao gồm một lộ trình chuyển đổi phức tạp từ UF6 đã được làm giàu, nhu cầu ngăn chặn quá trình oxy hóa trong quá trình sản xuất và nhu cầu xác định và cấp phép một tuyến thải cuối cùng.

## Sử dụng
Urani mononitride đang được coi là nhiên liệu tiềm năng cho các lò phản ứng thế hệ IV như lò phản ứng Module Hyperion Power được tạo ra bởi Hyperion Power Generation. Nó cũng đã được đề xuất làm nhiên liệu hạt nhân trong một số lò phản ứng hạt nhân thử nghiệm hạt nhân nhanh. Liên Hợp Quốc đánh giá hợp chất này cao hơn bởi vì hợp chất này có mật độ phân huỷ cao hơn, nhiệt dẫn và nhiệt độ nóng chảy hơn so với nhiên liệu hạt nhân phổ biến nhất, urani(IV) oxide (UO2), đồng thời thể hiện sự phóng thích thấp hơn của các loại khí thải và phồng lên của các phân tử và giảm phản ứng hoá học với vật liệu vỏ bọc.